# 瓦利鎮區 (阿肯色州波普縣)
瓦利鎮區（英語：Valley Township）是位於美國阿肯色州波普縣的一個行政鎮區。

## 地方資料
根據2010年美國人口普查的數據，瓦利鎮區的面積為57.30平方千米，當中陸地面積為57.25平方千米，而水域面積為0.53平方千米。當地共有人口3258人，而人口密度為每平方千米56人。